# Claude Chapperon
Claude Chapperon (Chambéry, 13 novembre 1877 – Montrouge, 5 novembre 1944) è stato un ciclista su strada francese, professionista dal 1897 al 1905.
Il suo nome è legato soprattutto alla Parigi-Roubaix dove nel 1902 giunse quarto e nel 1903 secondo.

## Palmarès
- 1900

Parigi-Aimens

## Piazzamenti

### Grandi giri
- Tour de France

1903: ritirato

### Classiche monumento
- Parigi-Roubaix

1897: 13º
1902: 4º
1903: 2º
1904: 20º
1905: 6º